# Патрік (Південна Кароліна)
Патрік (англ. Patrick) — місто (англ. town) в США, в окрузі Честерфілд штату Південна Кароліна. Населення — 266 осіб (2020).

## Географія
Патрік розташований за координатами 34°34′31″ пн. ш. 80°2′41″ зх. д. / 34.57528° пн. ш. 80.04472° зх. д. (34.575253, -80.044655).  За даними Бюро перепису населення США в 2010 році місто мало площу 2,48 км², уся площа — суходіл.

## Демографія
Згідно з переписом 2010 року, у місті мешкала 351 особа в 163 домогосподарствах у складі 95 родин. Густота населення становила 141 особа/км².  Було 186 помешкань (75/км²).
Расовий склад населення:
| - 75,5 % — білих - 22,8 % — чорних або афроамериканців - 0,6 % — корінних американців |

До двох чи більше рас належало 1,1 %. Частка іспаномовних становила 0,3 % від усіх жителів.
За віковим діапазоном населення розподілялося таким чином: 17,4 % — особи молодші 18 років, 62,1 % — особи у віці 18—64 років, 20,5 % — особи у віці 65 років та старші. Медіана віку мешканця становила 45,4 року. На 100 осіб жіночої статі у місті припадало 85,7 чоловіків;  на 100 жінок у віці від 18 років та старших — 83,5 чоловіків також старших 18 років.
Середній дохід на одне домашнє господарство  становив 37 339 доларів США (медіана — 22 500), а середній дохід на одну сім'ю — 45 946 доларів (медіана — 31 667). Медіана доходів становила 32 500 доларів для чоловіків та 23 250 доларів для жінок. За межею бідності перебувало 33,2 % осіб, у тому числі 56,0 % дітей у віці до 18 років та 34,6 % осіб у віці 65 років та старших.
Цивільне працевлаштоване населення становило 182 особи. Основні галузі зайнятості: виробництво — 28,0 %, роздрібна торгівля — 25,8 %, освіта, охорона здоров'я та соціальна допомога — 21,4 %.